# Marie-Renée Ucciani
Pour les articles homonymes, voir Ucciani (homonymie).
Marie-Renée Ucciani née le 27 mars 1883 à Paris et morte dans la même ville le 19 février 1963 est une peintre et sculptrice française.

## Biographie
Née le 27 mars 1883 dans le 3e arrondissement de Paris, Renée Ucciani est la fille de Pierre Ucciani, peintre, bijoutier-joaillier-orfèvre, et d'Hortense Bégard, héritière et dirigeante d'une importante bijouterie-joaillerie-horlogerie-orfèvrerie.
En mai 1903, elle épouse Georges Baudy (1880-1960), qui reprendra l'affaire Bégard H. et Cie le 8 février 1911.
Sa plus jeune fille meurt à l'âge de 2 ans des suites d'une chute au jardin des Tuileries, son couple en est déstabilisé. Elle divorce et tente d'oublier ce drame dans la peinture et la sculpture,,.
En 1932, elle devient sociétaire des artistes français.
De 1940 à 1944, elle réside à Villers-sur-Mer, en zone évacuée, en dépit des pressions familiales et amicales.
De 1945 à 1963, installée à Paris dans un atelier d'artiste au 63, boulevard Berthier, elle retourne peindre chaque printemps sur la côte normande.
Elle meurt le 19 février 1963 dans son atelier du 17e arrondissement de Paris et est inhumée dans la chapelle de la famille Bégard, au cimetière du Père-Lachaise à Paris.

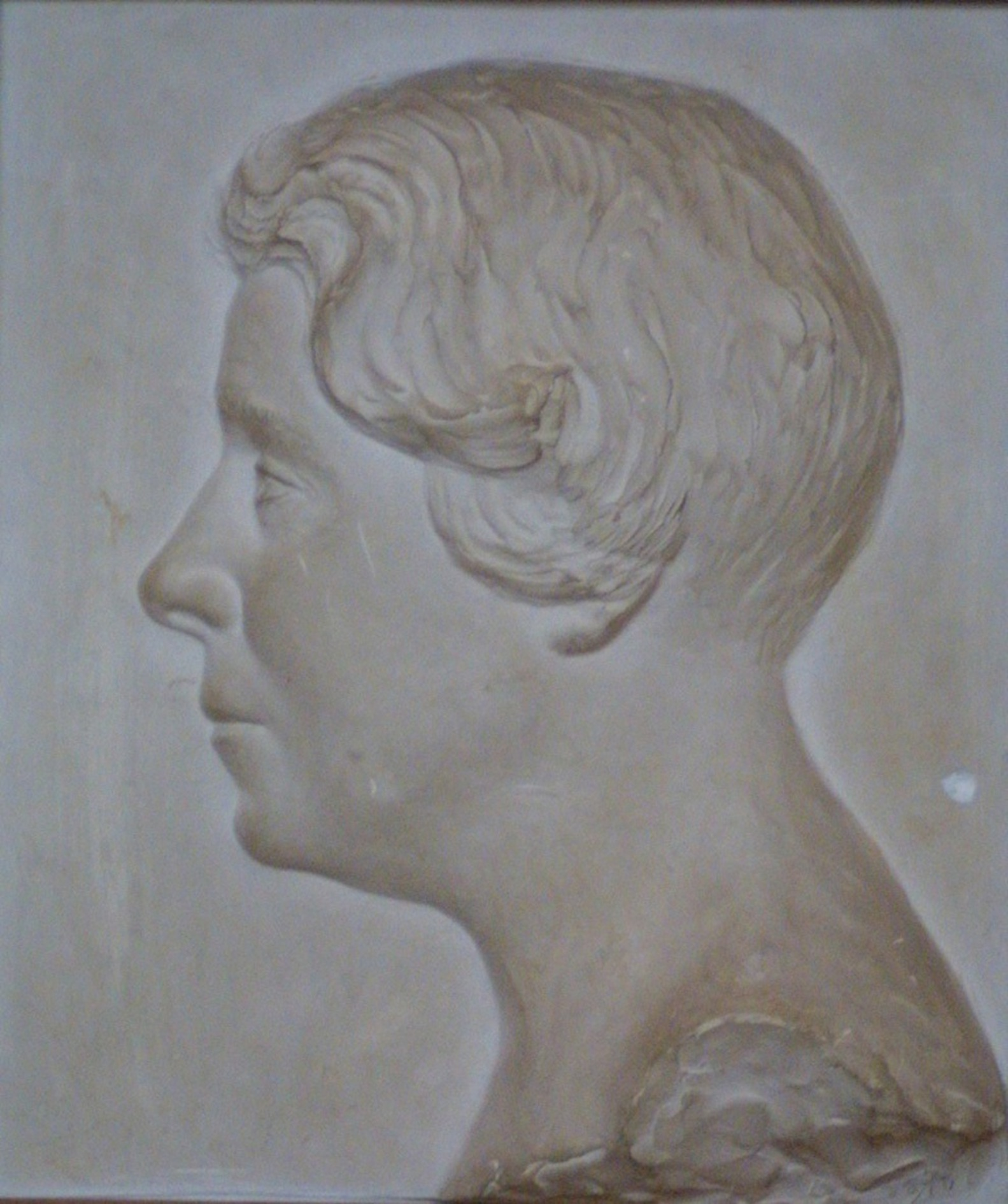
Julien Turbiau, Marie-Renée Ucciani, 1933, bas-relief, collection Ucciani.

## Peinture
Marie-Renée Ucciani est initiée toute jeune à la peinture par son père Pierre Ucciani.
Dès 1906, elle peint à Villers-sur-Mer en compagnie de Léon Giran-Max, de sa cousine Élisabeth Fuss-Amoré et de son père, dans un style influencé par le postimpressionnisme et le fauvisme.

### Œuvres
- Sa fille Georgette, 1909, huile sur carton, collection Ucciani.
- Georgette sur un rocher, Villers-sur-Mer, 1913, huile sur panneau, collection Ucciani.
- Falaise soleil couchant (villa Magda), Villers-sur-Mer, juillet 1907, huiles sur panneau, collection Ucciani.
- Bateaux à quai, Trouville-sur-Mer, vers 1920, huile sur panneau, collection Ucciani.

Peinture de Marie-Renée Ucciani
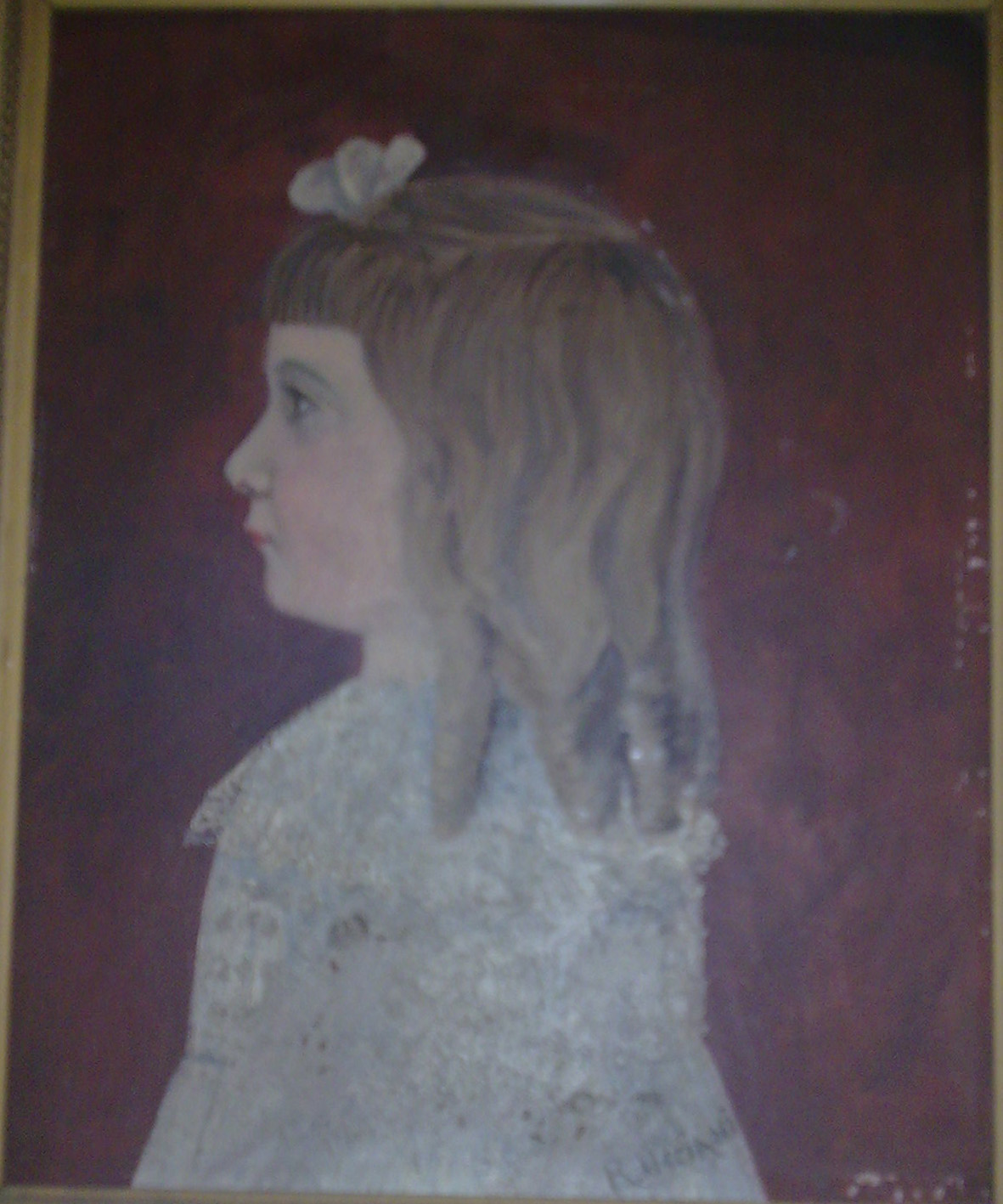
Sa fille Georgette, 1909, collection Ucciani.
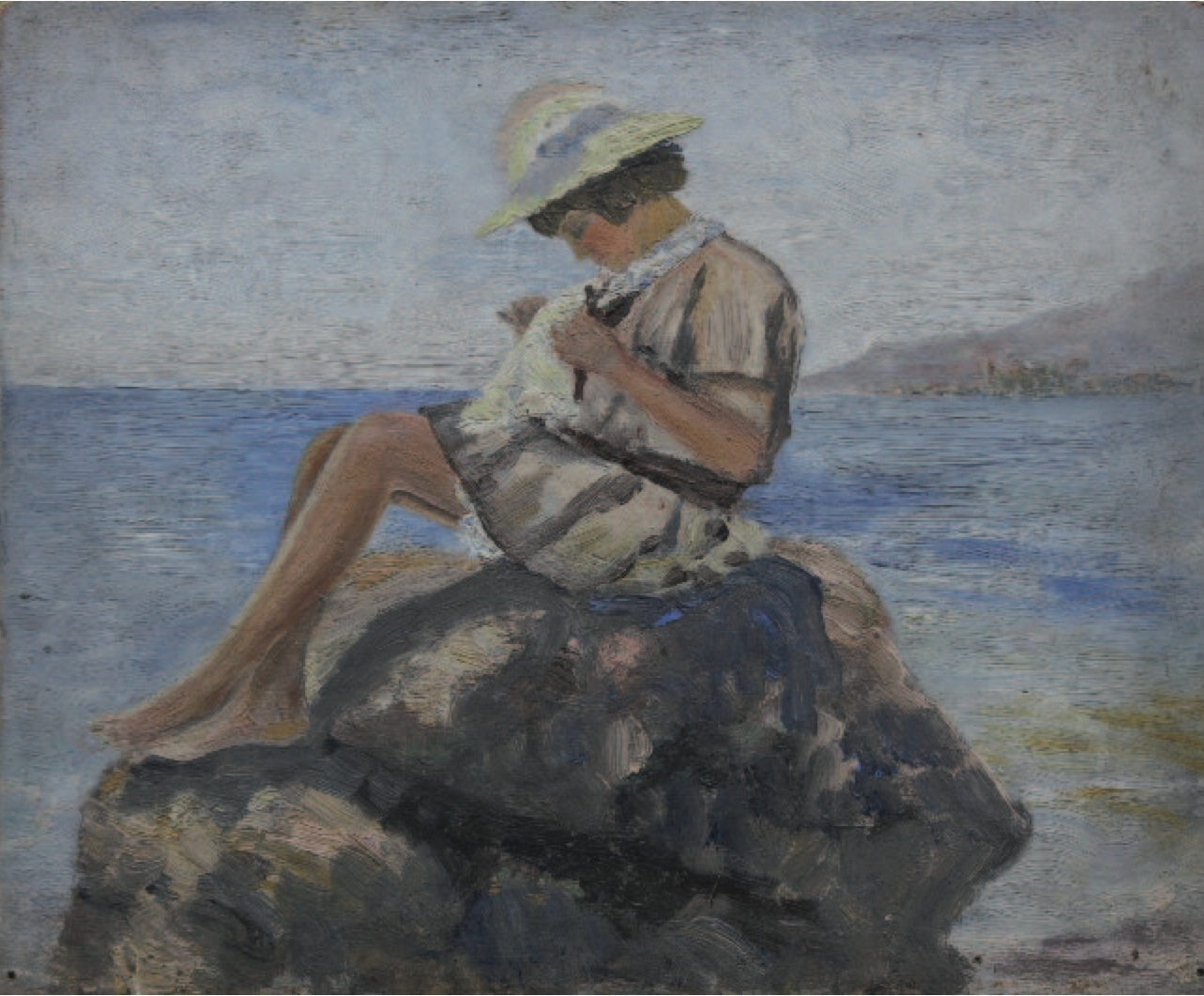
Sa fille Georgette sur un rocher, Villers-sur-Mer, 1913, collection Ucciani.
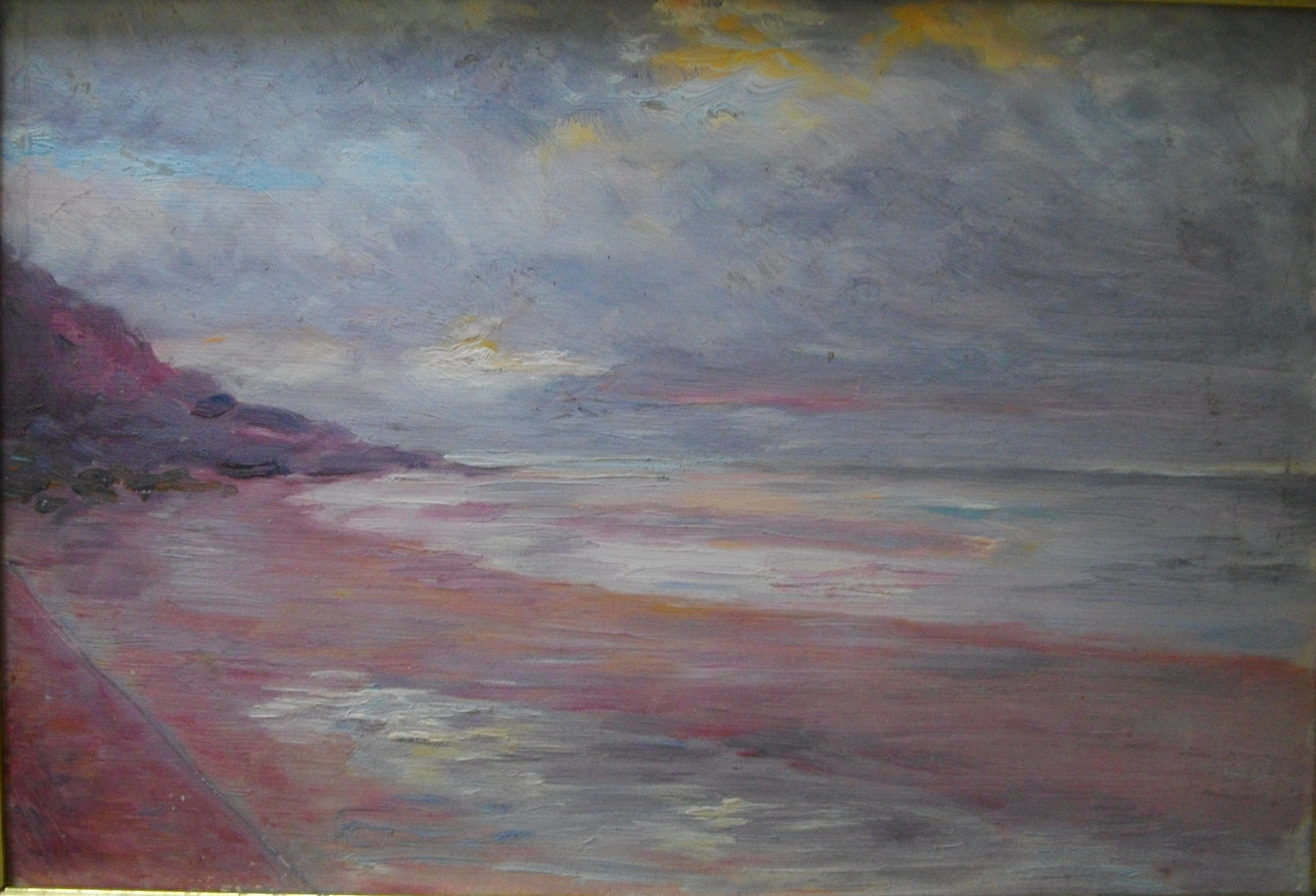
Falaise soleil couchant, Villers-sur-Mer, 1907, collection Ucciani.
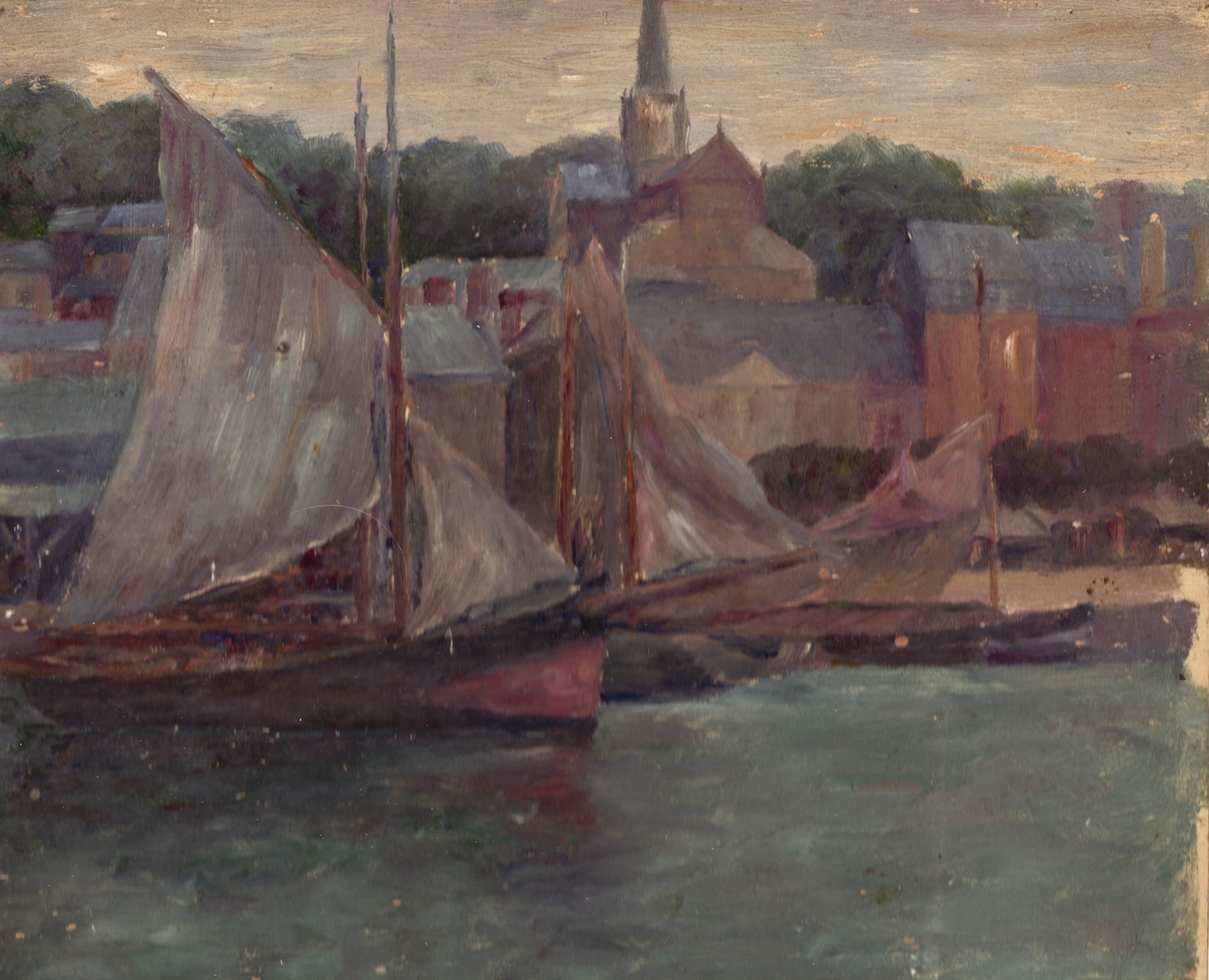
Bateaux à quai, Trouville-sur-Mer, 1920, collection Ucciani.

## Sculpture
De 1913 à 1914, Marie-Renée est initiée à la sculpture par Paul Troubetzkoy avant son départ aux États-Unis.
De 1928 à 1939, élève d'Eugène Bénet, elle réalise des bustes et bas-reliefs, dont Eugène Bénet effectue des plâtres et des terres cuites. Elle prend sa famille, ses amis et sa chienne « Loute » comme modèles. Devenus des amis, les époux Bénet séjournent chez elle, villa Corsica à Villers-sur-Mer.
De 1932 à 1939, elle expose au Salon des artistes français et en devient sociétaire dès 1933.

### Œuvres
- Pierre Ucciani, son père, 1932, bas-relief, collection Ucciani.
- Buste de Georgette Baudy, sa fille, 1914, collection Ucciani.
- Buste de Pierre Ucciani, 1933, collection Ucciani.
- Buste de Georgette Baudy, 1935, collection Ucciani.
- Buste de Pierre Ucciani, 1936, collection Ucciani.

Sculptures de Marie-Renée Ucciani
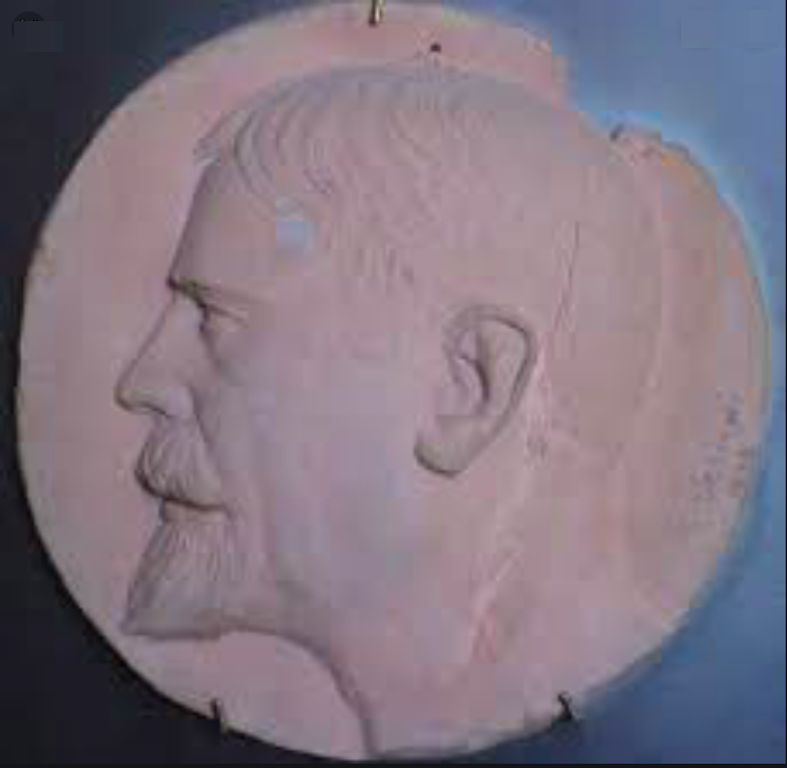
Pierre Ucciani (1932), collection Ucciani.
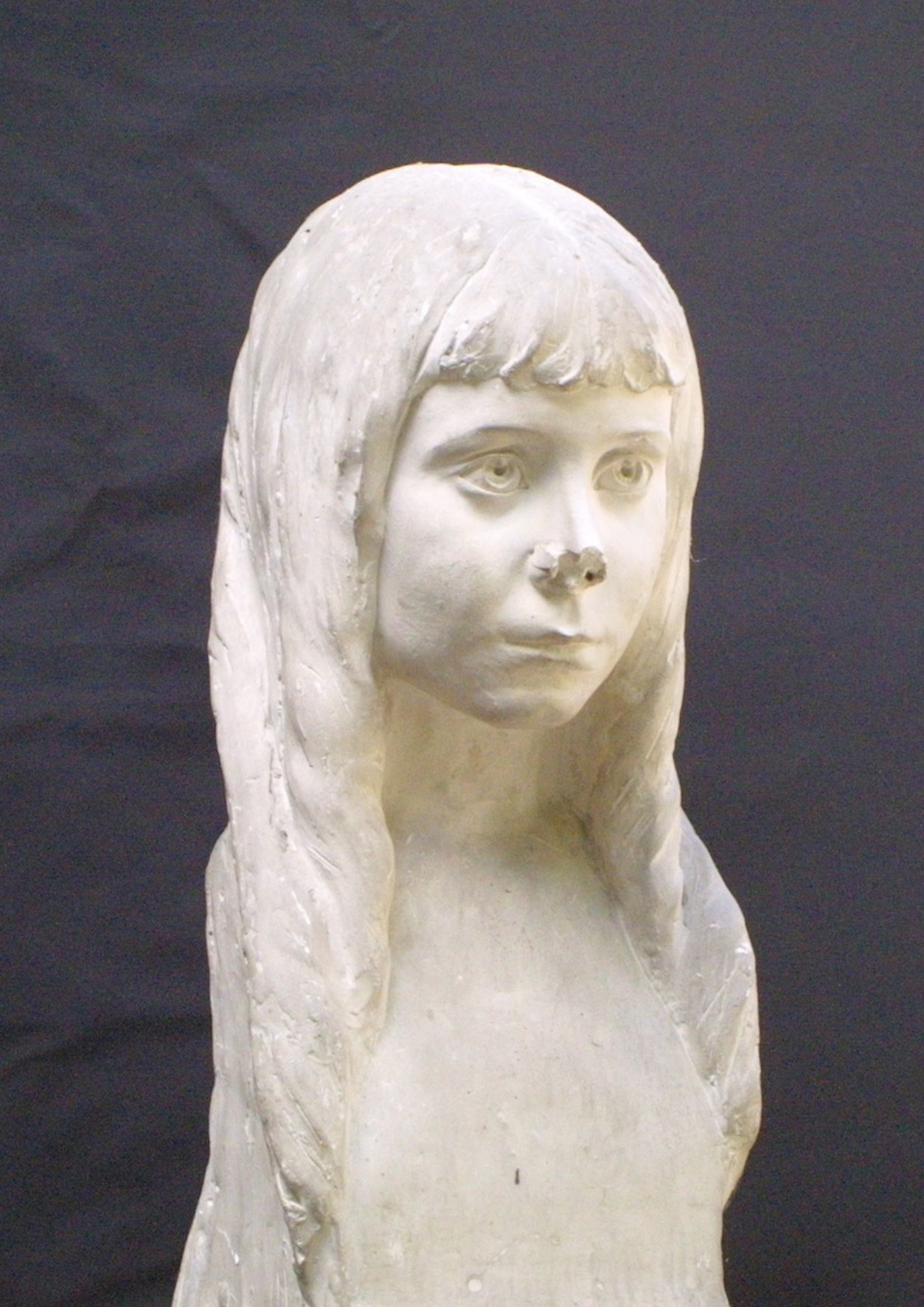
Georgette Baudy (1914), collection Ucciani.
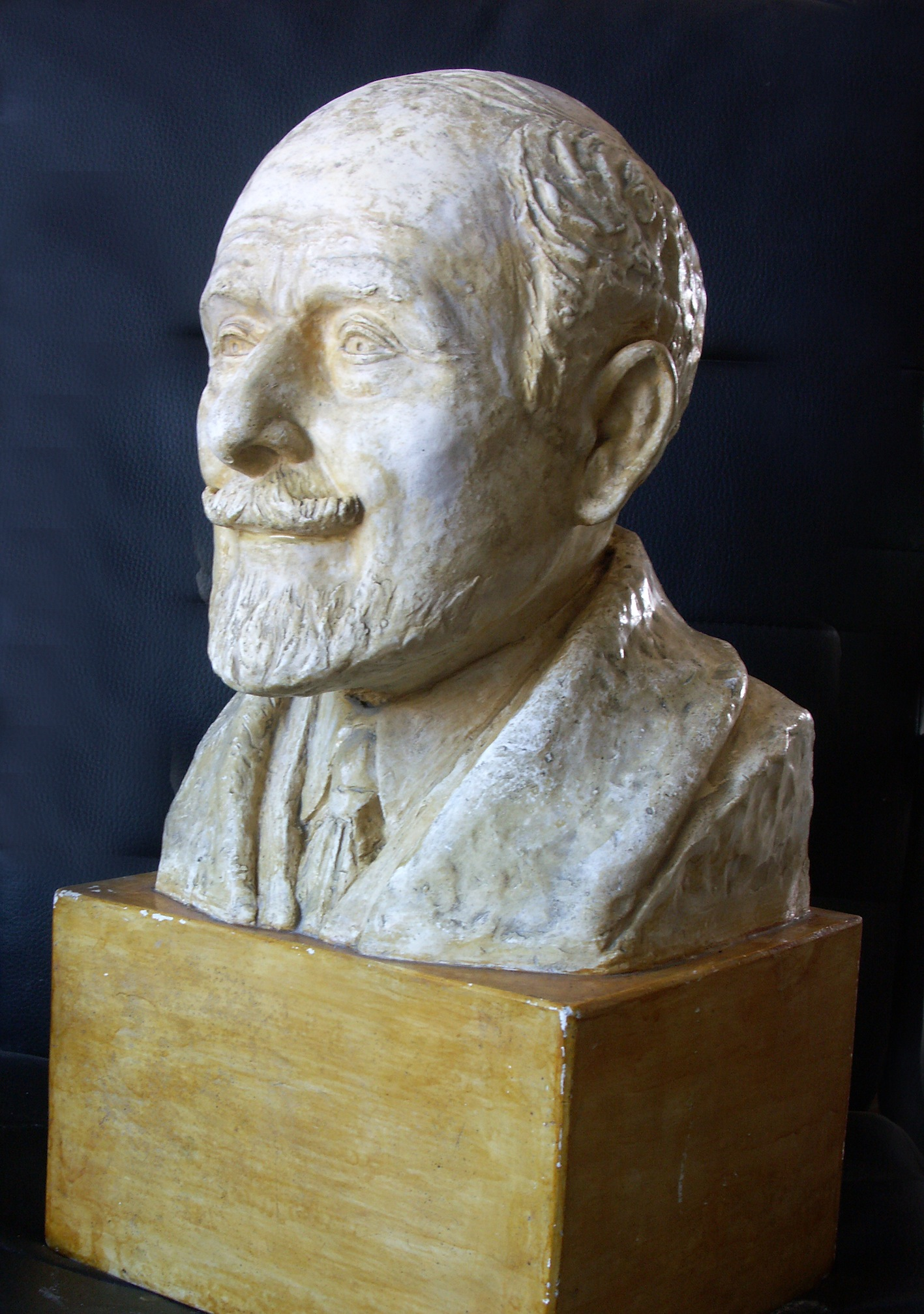
Pierre Ucciani (vers 1932), collection Ucciani.
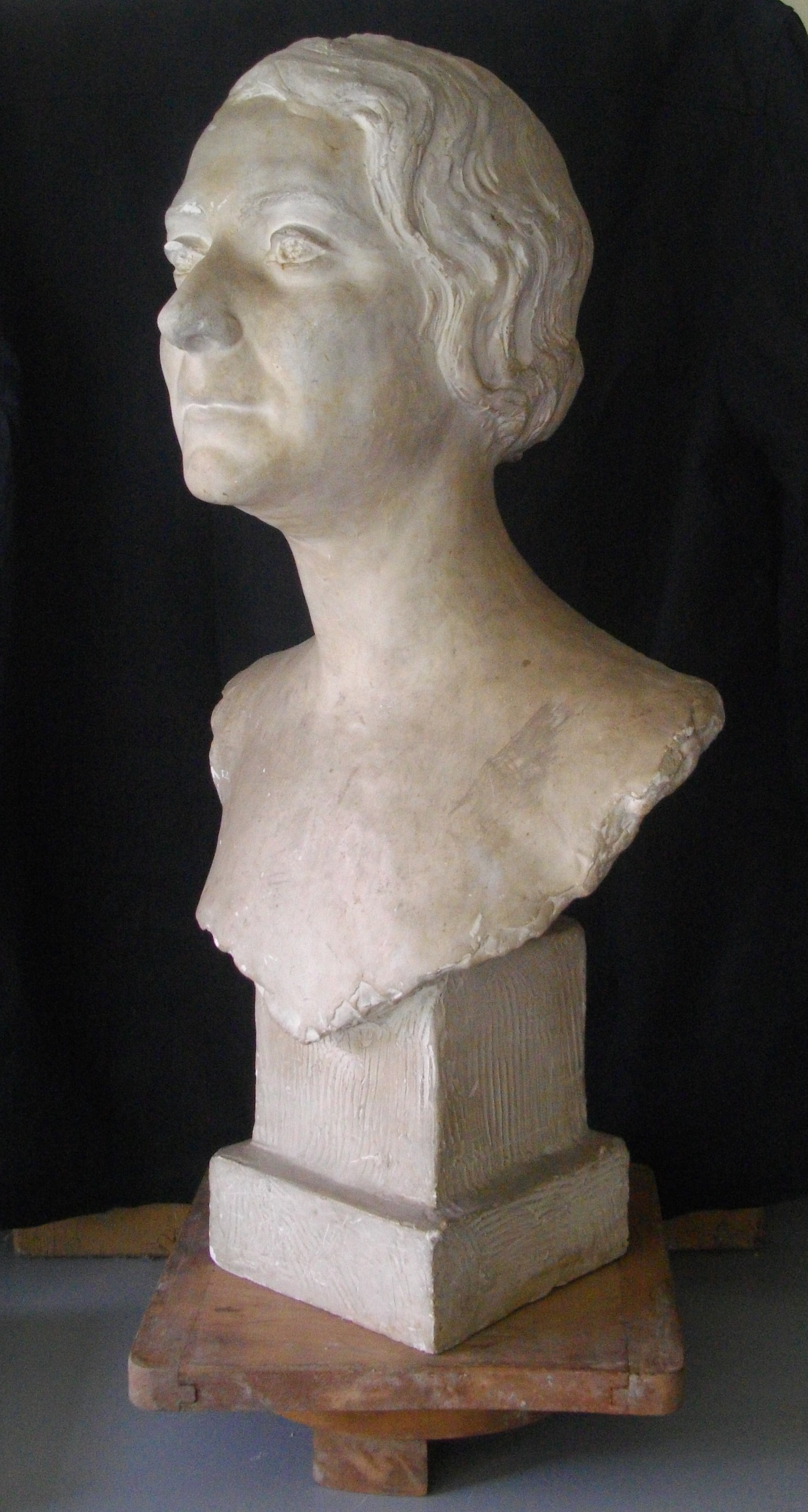
Georgette Baudy (1935), collection Ucciani.
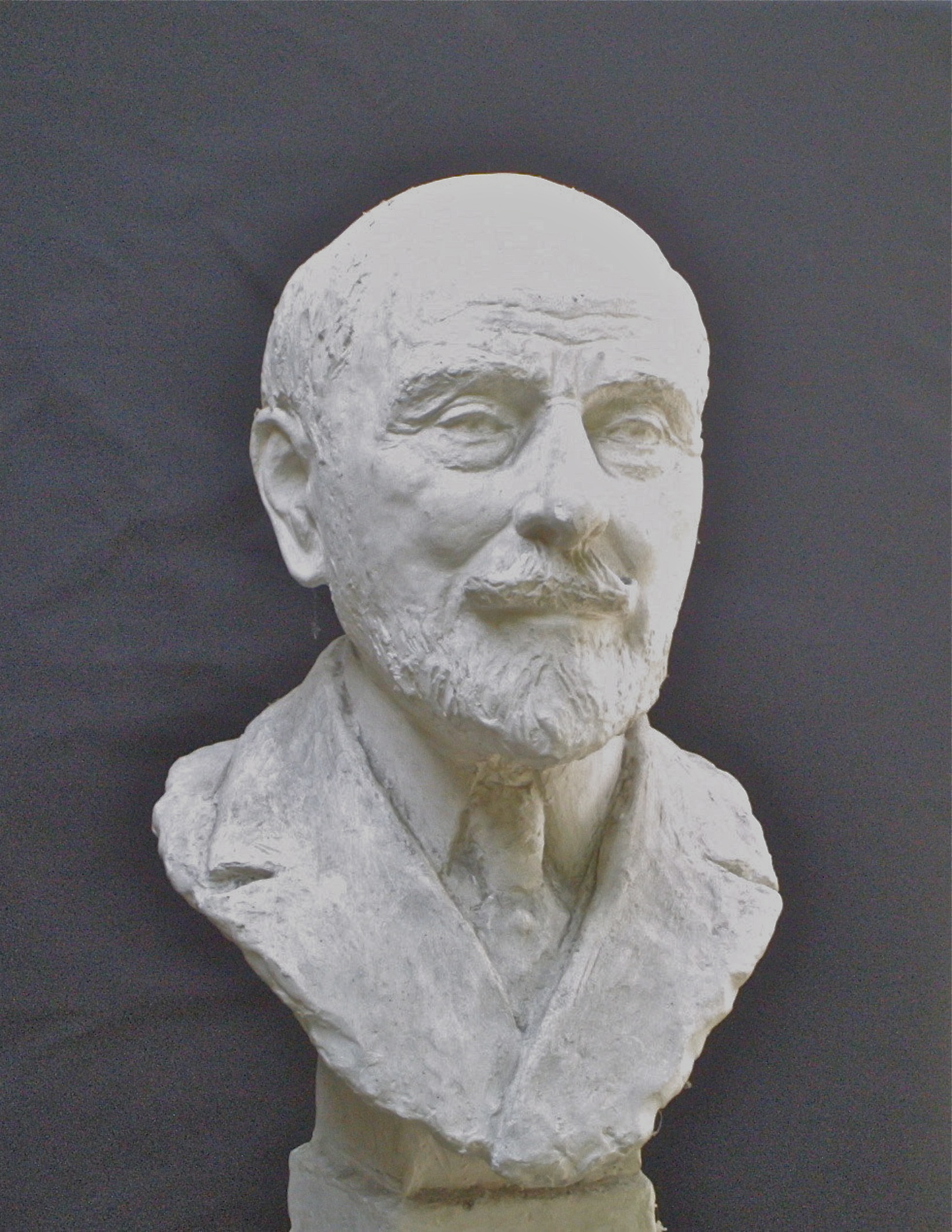
Pierre Ucciani (1936), collection Ucciani.

## Expositions
- Salon des artistes français à Paris de 1932 à 1939.
- Peintres du Pays d'Auge, Journées du Patrimoine, église d'Auberville, 18-19 septembre 2010[7].
- Villers et ses peintres 1858-1930 au VILLARE de Villers-sur-Mer, juin et juillet 2014[9].